# Wikariat Marinha Grande
Wikariat Marinha Grande − jeden z 9 wikariatów diecezji Leiria-Fátima, składający się z 3 parafii:
- Parafia Matki Bożej Światła w Maceira
- Parafia Matki Bożej Różańcowej w Marinha Grande
- Parafia Matki Bożej Nadziei w Pataias